# John O'Gallagher
John O'Gallagher (Anaheim, 8 november 1964) is een Amerikaanse jazz-saxofonist (altsaxofoon en sopraansaxofoon), componist en arrangeur in de freejazz.
O'Gallagher begon op de middelbare school saxofoon te spelen. Hij studeerde twee jaar aan Eastern Washington University en behaalde graden aan Berklee College of Music en Manhattan School of Music. In 1988 ging hij in New York wonen, waar hij actief werd in de downtown muziekscene. Hij trad onder andere op in Knitting Factory, Small's en Birdland, maar ook elders in Amerika en in Europa. Hij nam enkele albums op met zijn groep Axiom, maar heeft ook platen gemaakt met andere groepen. Hij speelde in de groepen van David Philips (Freedance), Pete McCann en Owen Howard, alsook de bigband van Jamie Begian. Als sideman heeft hij verder gespeeld en/of opgenomen met bijvoorbeeld Wayne Naus, Bob Belden, Brooklyn Saxophone Quartet, Joe Henderson (op de cd die in 1998 een Grammy won) en Alan Ferber.

## Discografie
- Axiom, CIMP, 2002
- Rules of Invisibility, Vol. 1, CIMP, 2004
- Rules of Invisibility, Vol. 2, CIMP, 2004
- Abacus, Arabesque Records, 2004
- Line of Sight, Fresh Sound, 2005
- Dirty Hands, Clean Feed, 2008
- Nocturnal Prophecy (met Vardan Ovsepian), Red Piano Records, ?
- The Anton Webern Project, Whirlwind Recordings, ?
- The Honeycomb, Fresh Sound, ?

## Boek
- Twelve-Tone Improvisation, A Method for Using Tone Rows in Jazz (met 2 cd's), Advance Music